# Tim (álbum de Avicii)
TIM é o terceiro e último álbum de estúdio do DJ e produtor sueco Avicii, lançado em 6 de junho de 2019, após sua morte em 20 de abril de 2018. O álbum inclui os singles "SOS", lançado em 10 de abril de 2019, "Tough Love", lançado em 9 de maio, e "Heaven", lançado em 6 de junho. Também conta com o single promocional "Fades Away", que foi lançado especialmente para o Avicii Tribute Concert. Todos os lucros obtidos com as vendas do álbum são destinados à Tim Bergling Foundation, criada após sua morte, com o objetivo de promover a conscientização sobre saúde mental.

## Antecedentes
Após a morte de Avicii em abril de 2018, um representante disse no mês seguinte que "não havia planos" para liberar qualquer novo material em um futuro imediato. Em abril de 2019, foi anunciado que Avicii estava trabalhando no álbum antes de sua morte, com os colaboradores alistados para ajudar a terminar o trabalho. Uma equipe de escritores e produtores fez um álbum descrito como contendo elementos de "psicodelia, música árabe, sons do Caribe e muito mais". A lista de faixas do álbum foi escolhida entre 16 canções possíveis. Nos dias 1 e 2 de junho de 2019, os fãs tiveram a chance de ouvir o álbum de 4 a 5 dias antes, indo a vários cubos de música em vários locais do mundo.

## Singles
O primeiro single para promover o álbum, "SOS", foi lançado em 10 de abril de 2019. Um vídeo de "Fan Memories" para "SOS", mostrando citações de fãs, sobre o impacto que Avicii teve sobre eles, foi lançado no mesmo dia. "SOS" estreou em primeiro lugar na parada de singles na Suécia em dois dias de vendas.
"Tough Love" foi lançado como o segundo single do álbum em 9 de maio de 2019. Um videoclipe foi lançado em 14 de maio de 2019.
"Heaven" foi lançado como o terceiro e último single do álbum em 6 de junho de 2019. O videoclipe, chamado de "tribute video", que usava clipes antigos de Avicii, foi lançado em 24 de junho de 2019.
"Fades Away" foi lançado como o quarto e último single em 5 de dezembro de 2019. Enquanto a versão do álbum conta com os vocais de Noonie Bao, a versão single traz a voz da cantora costarriquenha MishCatt, lançada para coincidir com o Avicii Tribute Concert, onde ela cantou a música ao vivo.

## Crítica e recepção
| Críticas profissionais    | Críticas profissionais |
| Pontuações agregadas      | Pontuações agregadas   |
| Fonte                     | Avaliação              |
| ------------------------- | ---------------------- |
| Metacritic                | 58/100                 |
| Album of The Year         | 61/100                 |
| Avaliações da crítica     |                        |
| Fonte                     | Avaliação              |
| Pitchfork                 | [ 13 ]                 |
| The Sydney Morning Herald | [ 14 ]                 |
| Rolling Stone             | [ 15 ]                 |
| NME                       | [ 16 ]                 |

O álbum recebeu críticas mistas. No Metacritic, o álbum alcançou uma média de 58 pontos, com base em quatro avaliações profissionais, indicando "críticas mistas ou medianas".
Neil Z. Yeung do portal AllMusic, disse que o álbum Tim, lançado após a morte de Avicii, serve como um tributo respeitoso ao artista, embora algumas faixas pareçam inacabadas. Produzido com o apoio de sua família e amigos, o álbum mistura o estilo característico de Avicii com pop-EDM, destacando músicas como "Heaven", com Chris Martin, e "Heart Upon My Sleeve", com Dan Reynolds do Imagine Dragons. Aloe Blacc também faz uma homenagem com "SOS", e o álbum termina de forma agridoce com "Fades Away". Tim oferece aos fãs uma maneira de celebrar seu legado, mesmo diante da tristeza de sua perda.
Will Hermes da revista Rolling Stone, diz que o álbum póstumo Tim de Avicii reflete tanto o talento quanto as dificuldades pessoais de Tim Bergling. Conhecido por seus grandes hinos de música eletrônica, Bergling enfrentou problemas de saúde e estresse ao longo de sua carreira. Após sua morte, amigos e colaboradores terminaram o álbum, que se afasta da EDM tradicional, aproximando-se de um som mais pop. As letras abordam temas sombrios, como depressão e busca por paz, refletindo os desafios emocionais do artista. Embora tenha uma sonoridade leve, TIM carrega um tom melancólico, tornando-o uma despedida tocante e complexa.
Sam Moore da revista NME, disse que o álbum é uma homenagem ao DJ sueco, lançado após sua morte em 2018. Com colaborações de nomes como Chris Martin e Aloe Blacc, o álbum segue a fórmula característica de Avicii, combinando melodias alegres com letras reflexivas. Embora o álbum não inove para além do estilo que o consagrou, ele traz conforto aos fãs e à família, com os lucros destinados à Tim Bergling Foundation, que apoia a saúde mental.

## Faixas
| N.º            | Título                                                 | Duração |  |
| 1.             | "Peace of Mind" (participação de Vargas & Lagola)      | 3:00    |  |
| 2.             | "Heaven" (participação de Chris Martin)                | 4:37    |  |
| 3.             | "SOS" (participação de Aloe Blacc)                     | 2:37    |  |
| 4.             | "Tough Love" (participação de Agnes e Vargas & Lagola) | 3:11    |  |
| 5.             | "Bad Reputation" (participação de Joe Janiak)          | 3:25    |  |
| 6.             | "Ain't a Thing" (participação de Bonn)                 | 3:03    |  |
| 7.             | "Hold the Line" (participação de A R I Z O N A)        | 2:51    |  |
| 8.             | "Freak" (participação de Bonn)                         | 2:59    |  |
| 9.             | "Excuse Me Mr. Sir" (participação de Vargas & Lagola)  | 3:07    |  |
| 10.            | "Heart Upon My Sleeve" (com Imagine Dragons)           | 4:14    |  |
| 11.            | "Never Leave Me" (participação de Joe Janiak)          | 2:51    |  |
| 12.            | "Fades Away" (participação de Noonie Bao)              | 2:58    |  |
| Duração total: | Duração total:                                         | 38:53   |  |

| DVD de edição bônus limitada (japonês) |                                             |         |  |
| N.º                                    | Título                                      | Duração |  |
| 1.                                     | "Avicii : The Story Behind the Album "TIM"" | 4:13    |  |
| 2.                                     | "Avicii : The Story Behind SOS"             | 6:54    |  |
| 3.                                     | "SOS" (Fan Memories Video)                  | 2:39    |  |

## Créditos
Dados retirados da Billboard.
Produção
- Avicii – produção(todas as faixas), produção vocal(faixas1, 2, 4, 5, 7, 9–11), programação (todas as faixas), bateria(faixas1, 4, 9)
- Vargas & Lagola – produção(faixas 1, 4, 9), vocais(faixas1, 4, 9), programação (faixas 1, 4, 9)
- Carl Falk – produção (faixas 5, 6, 12), vocais(faixas 5, 6, 12), programação (faixas 5, 6, 12)
- Albin Nedler – produção(faixas3, 7, 8, 11), vocais(faixas 3, 7, 8, 11), programação (faixas 3, 7, 8, 11)
- Kristoffer Fogelmark – produção(faixas 3, 8, 11), vocais (faixas 3, 8, 11), programação (faixas 3, 8, 11)
- Sebastian Furrer – programação(faixa 4)
- Lucas von Bahder – produção (faixa 7)
- Marcus Thunberg Wessel – produção (faixa 9), vocais(faixa 9)
- Ash Pournouri – coprodução(faixa 10, não-creditado)

Técnico
- Marcus Thunberg Wessel – engenheiro(faixa 9)
- Richard "Segal" Huredia – engenheiro(faixa 3)
- Kevin Grainger – mixagem e masterização(faixas 2 e 3)

Instrumentos
- Avicii – teclados(todas as faixas), baixo elétrico(faixas 1, 4, 9)
- Salem Al Fakir – guitarra  (faixas 1, 4, 9), baixo elétrico (faixa 9), Instrumento de cordas(faixa 1), violino(faixa 4), vocais(faixa 1, 4 and 9)
- Vincent Pontare – bateria(faixa 1), vocais (faixas 1, 4 and 9)
- Chris Martin – guitarra (faixa 2), vocais(faixa 2)
- Albin Nedler – teclados (faixas 3, 8, 11), guitarra (faixa 8)
- Kristoffer "Bonn" Fogelmark – teclados (faixa 3, 8, 10, 11), guitarra (faixa 8), vocais (faixas 6, 8)
- Aloe Blacc – vocais (faixa 3)
- Agnes – vocais (faixa 4)
- Carl Falk – teclados (faixas 5, 6, 12)
- Joe Janiak – vocais (faixas 5, 11)
- Zachary Hannah – vocais (faixa 7)
- Wayne Sermon – guitarra (faixa 10)
- Dan Reynolds – vocais (faixa 10)
- Noonie Bao – vocais (faixa 12)

## Certificações
| País                       | Certificado |
| -------------------------- | ----------- |
| Dinamarca (IFPI Dinamarca) | Ouro        |
| Itália (FIMI)              | Ouro        |
| Polónia (ZPAV)             | Ouro        |
| Nova Zelândia (RMNZ)       | Ouro        |
| Reino Unido (BPI)          | Prata       |